# Typ 97 Te-Ke
Der Typ 97 Te-Ke (japanisch 九七式軽装甲車 テケ kyūnana-shiki keisōkōsha te-ke, deutsch ‚Typ-97 Leichter-Panzerwagen Te-Ke‘) war eine japanische Tankette, die 1937 (Kōki 2597, daher die Typbezeichnung) eingeführt und bis 1945 von den Kaiserlich Japanischen Streitkräften eingesetzt wurde.

## Beschreibung
Mitte 1937 wurden die ersten Erfahrungen mit der Tankette des Typ 94 TK ausgewertet. Diese hatte sich im Gefecht zwar grundsätzlich bewährt, zeigte jedoch einige Schwächen. Dazu gehörten vor allem der Lärm und die Abwärme des im Kampfraum eingebauten Ottomotors. Zudem wies die Panzerung einige Schussfallen auf. Weitere Änderungen wurden von der Armee gefordert, wie der Einbau eines Dieselmotors, der Wechsel des Fahrers auf die linke Fahrzeugseite und die Möglichkeit, zur Kampfwertsteigerung eine 37-mm-Kanone Typ 94 einbauen zu können. Die Firma Ikegai hatte bis Anfang 1937 einen Dieselmotor für LKW entwickelt und wurde daher mit der Weiterentwicklung der Tankette beauftragt.
Die erste Version sah den Einbau des doppelt so starken Dieselmotors in Längsrichtung rechts vorn und den Fahrerplatz links vor. Zudem wurde der Turm soweit vergrößert, dass der Einbau der Kanonenblende des Typ 95 Ha-Gō möglich wurde. Zudem wurde eine weitere Waffenblende für das neue 7,7-mm-MG Typ 97 entwickelt, die leicht gegen die für die Kanone ausgetauscht werden konnte. Im Notfall war auch die Nutzung des schweren Maschinengewehrs Typ 92 der Infanterie möglich, das in der Waffenblende für die Kanone befestigt werden konnte. Das Fahrwerk der späten Produktion des Vorgängers wurde unverändert übernommen. Die Panzerung wurde etwas überarbeitet, insbesondere an der linken Seite. Die bislang vertikale Panzerplatte wurden in der hinteren Fahrzeughälfte bis über die Kettenabdeckungen erweitert und in den äußeren Bereichen abgeschrägt. auf der rechten Seite wurden weiterhin vertikale Panzerplatten genutzt. Hier waren vor allem der Auspufftopf und Werkzeug montiert, die für eine geringe zusätzliche Schutzwirkung sorgten.
Die ersten Tests des Prototyps erfolgten ab September 1937. Dabei wurden wieder Lärm und Hitzeentwicklung des Motors bemängelt. Ansonsten erwies sich das Konzept als vielversprechend. Zeitgleich erfolgte auch die Entscheidung, das Fahrzeug nicht länger auch für den Transport, sondern ausschließlich zu Aufklärungszwecken zu verwenden. Daher wurden weitere Änderungen insbesondere an der Panzerung gefordert. Diese sollte nun bis zu 16 mm stark und in größerem Maße abgeschrägt angeordnet werden. Als wichtigste Änderung erfolgte die Verlegung des Motors in einen abgetrennten Raum im Heck, in dem er quer eingebaut werden konnte. Dies erleichterte auch den Zugang, der nun statt nur von oben auch vom Heck aus erfolgen konnte. Der bisherige Transportraum fiel dafür weg. Zudem wanderten die bisher außen angebrachten Federn der Leiträder in das Fahrzeuginnere. Die Bugpanzerung konnte flacher und ohne Aussparungen neu entwickelt werden. Die Seitenpanzerung auf der Fahrerseite wurde durchgehend schräg angeordnet. Auf der rechten Seite war wie beim Prototyp im Bereich des Motorraums die Panzerung über die Kettenabdeckung erweitert und nach oben und zu den Seiten hin abgeschrägt. Vor dem Motorraum war die Panzerung weiter vertikal, da der dort angebrachte Auspufftopf zusätzlichen Schutz bot. Der bislang ovale Turm wurde nun rund mit einem Vorsprung für die Waffenblende ausgelegt. Auch die Kommandantenkuppel wurde nach oben hin stärker abgerundet. Insgesamt ergab sich so ein deutlich geschossabweisenderes Fahrzeug.
Der gegenüber dem Vorgänger doppelt so starke Motor erhöhte trotz des um fast 1,5 t gestiegenen Gesamtgewichts die Geschwindigkeit und verbesserte das Fahrverhalten insbesondere im Gelände. Allerdings erlaubte die Steuerung kein Drehen auf der Stelle. Stattdessen gab es einen Wendekreisdurchmesser von 5 m. Durch die weiterhin verwendete Anhängevorrichtung konnten immer noch Lasten bis zu 1000 kg Gewicht gezogen werden.
Ende November 1937 wurde der zweite Prototyp fertig. Bereits die ersten Tests überzeugten die Armeeverantwortlichen, das dringend benötigte Fahrzeug trotz vorhandener Probleme noch Ende 1937 offiziell einzuführen. Wichtig war vor allem auch, dass die Tankette immer noch mit den an viele Bahnhöfen und Seehäfen vorhandenen Kränen verladen werden konnte. Nötige Änderungen und die langwierige Einrichtung der Serienfertigung machten eine Produktionsbeginn der Serienfahrzeuge allerdings nicht vor Ende 1938 möglich. Der Preis lag bei 37.200 ¥ je Einheit.
| Herstellungszahlen des Typ 97 Te-Ke |      |      |      |      |      |      |      |      |           |
| Jahr                                | 1937 | 1938 | 1939 | 1940 | 1941 | 1942 | 1943 | 1944 | Insgesamt |
| Stückzahl                           | 01   | 56   | 217  | 284  | 03   | 035  | 5    | 15   | 616       |

(in japanischen Publikationen wird eine Zahl von 593, im Buch von Steven J Zaloga eine von 616 Fahrzeugen angegeben)
Neben dem vorhandenen Wendekreis machte sich im Einsatz die Mehrfachbelastung des Kommandanten auch als lade- und Richtschütze negativ bemerkbar. Zudem erwiesen sich die Fahrzeuge in den ab 1942 zunehmend vorkommenden Verteidigungsgefechten als unterbewaffnet und zu schwach gepanzert für direkte Kampfeinsätze gegen mit Panzerabwehrwaffen ausgestattete Feindverbände. Daher sollte die Produktion ab Ende 1942 nicht mehr fortgesetzt werden. Lediglich Restbestände wurden noch verarbeitet. Stattdessen wurden die Rohstoffe in die Produktion mittlerer Panzer verschoben.
Es soll Berichte amerikanischer Soldaten geben, dass Panzergranaten die Panzerung auch noch auf der abgewandten Seite durchschlagen haben sollen, ohne zu detonieren. Verlässliche Quellen dazu sind aber nicht bekannt und US-Testberichte erwähnen dieses Problem nicht.

## Einsätze
Die ersten Aufklärungseinheiten erhielten ihre Typ 97 Te-Ke  Anfang 1939 als Ersatz für die Typ 94 TK Tanketten. Die ersten Gefechtserfahrungen sammelte das Heer 1939 während des Japanisch-Sowjetischer Grenzkonflikt, als im Rahmen des 3. Panzerregiments vier der Fahrzeuge zum Einsatz kamen. Insbesondere in China konnten mit die Typ 97 Te-Ke ab 1939 viele weitere Erfahrungen gesammelt werden. Dabei bewährte sich das Fahrzeug in der Aufklärungsrolle und als Verbindungsfahrzeug auf dem Gefechtsfeld gut. Ab Dezember 1941 erfolgte der Einsatz auch gegen die Alliierten, zunächst in Malaya und auf den Philippinen, später in Burma, Niederländisch-Indien und Papua-Neuguinea. Ab 1943 war das Fahrzeug waffen- und panzerungstechnisch veraltet, tat aber weiterhin gute Dienste. So waren mehrere Fahrzeuge bei der Schlacht um Imphal Anfang 1944 und später in Burma im Einsatz. Allerdings stiegen die Verlustzahlen. Dazu kam noch, dass vorhandene Panzer und Tanketten oft in sinnlosen Kamikaze-Einsätzen verheizt wurden.
Die Marine erhielt ebenfalls einige Typ 97 Te-Ke und verwendete diese in den Kommandozügen ihren meist kompaniestarken Panzerverbänden als Aufklärungs- und Verbindungsfahrzeuge. Der Einsatz erfolgte unter anderem auf Kwajalein.

## Varianten
Neben den beiden Prototypen und den Serienfahrzeugen gab es auch noch einige Varianten für Spezialaufgaben:
- Typ 98 Transportpanzer So-Da
- Typ 100 Beobachtungspanzer Te-Re
- Experimenteller 3 cm Waffenträger So-To – Fahrzeug mit verlängertem Fahrgestell/Aufbauten und einer Plattform anstelle des Turms auf welchem eine 37-mm-Panzerabwehrkanone Typ 94 verlastet wurde
- Experimenteller Flugabwehrpanzer Nummer 1 Ki-To – Fahrzeug mit verlängertem Fahrgestell/ Aufbauten und einer Plattform anstelle des Turms auf welchem eine 20-mm-Maschinenkanone Typ 98 verlastet wurde
- Experimenteller Typ 98 Beobachtungspanzer, Vorläufer des Typ 100 Te-Re
- Typ 97 Giftgas-Werfer, modifizierte Version mit Maschinengewehrturm in Fahrzeugmitte zur Verwendung mit dem für den Typ 94 TK entwickelten Giftgas-Anhänger
- Typ 97 Desinfizierungsfahrzeug, modifizierte Version mit Maschinengewehrturm in Fahrzeugmitte zur Verwendung mit dem für den Typ 94 TK entwickelten Desinfektionsmittel-Sprühanhänger
- Typ 98 Generatorfahrzeug, modifizierte Version des Experimentellen Typ 98 Beobachtungspanzer mit einem 10-kW-Wechselstromgenerator an Stelle der Beobachtungsgeräte im oben offenen Heck für die Pioniertruppe.

## Nachkriegszeit
Nach Kriegsende wurden mehrere Fahrzeuge auf Befehl der amerikanischen Zivilverwaltung nach Abnehmen des Turms mit einem Räumschild versehen und zum Räumen von Trümmern verwendet. Alle weiteren in Japan gefundenen  Beutefahrzeuge wurden verschrottet oder in Seen und tiefen Flüssen versenkt.
Einige übrig gebliebene Fahrzeuge befinden sich heute in verschiedenen Museen weltweit. Keines ist fahrfähig.